# Heinrich Seilkopf
Heinrich (Andreas Karl) Seilkopf (25 de dezembro de 1895 em Frankfurt (Oder) - 27 de junho de 1968 em Hamburg) foi um meteorologista alemão.
De março de 1916 a março de 1919, Heinrich foi um assistente de pesquisa do tempo, num escritório em Berlim e até finais do ano, foi assistente científico do Observatório Naval alemão. Em 1927, foi professor e pesquisador do observatório meteorológico de Hanover. Depois de um curto período de tempo como chefe do observatório meteorológico de Hanover, Heinrich fundou o departamento Observatório Naval Alemão que focava os seus estudos sobre os ventos oceânicos. Em março de 1930, Seilkorpf estabeleceu o Observatório Meteorológico em Hamburgo. Em junho de 1931, o meteorologista alemão, foi também professor na Universidade de Hanover desde 1940 e também Professor na Universidade de Hamburgo e nomeado para Seeflugmeteorologie. Em 1939 redescobriu o fenómeno atmosférico das correntes de jato. Em 1941, foi diretor do Serviço Meteorológico Alemão Seewetteramt em Hamburg-Nienstetten.
Seilkopf Peaks foi nomeado depois de Heinrich. O cientista era também um interessado em ornitologia.